# Florence Phillips
Dorothea Sarah Florence Alexandra Phillips o Florence Philips (Ciutat del Cap, 14 de juny de 1863 - Somerset West, Sud-àfrica, 23 d'agost de 1940) va ser una col·leccionista i mecenes d'art de Sud-àfrica. Va participar en la creació de diverses institucions culturals, algunes de les quals continuen tenint un paper important, i també va apostar per la preservació d'elements patrimonials, inclòs el patrimoni dels pobles indígenes.
Era l'esposa de Lionel Phillips (1855-1936), primer baronet del seu rang, empresari, financer i magnat de la mineria de Sud-àfrica, també implicat en la vida política del Transvaal. Vivint a Sud-àfrica, Florence Philips i el seu marit, però, van mantenir una visió pro-occidental i britànica de la seva identitat i van fomentar la immigració europea al país.

## Biografia

### De Sud-àfrica a Gran Bretanya
Va néixer a Ciutat del Cap el 1863, l'única filla d'una parella d'afrikaners amb ingressos modestos, Albert Frederick Ortlepp, agrimensor i naturalista, d'una família procedent de Silèsia, i Sarah Walker.
Va rebre formació en institucions educatives de Rondebosch i, més tard, a Bloemfontein. Va conèixer el seu futur marit, Lionel Phillips, d'origen britànic, mentre treballava en una mina de diamants, i es va casar amb ell el 1885. El 1889 es van traslladar a Johannesburg.
Va viatjar molt des del 1887. Però el 1896 va tornar a correcuita durant el judici del seu marit per la seva participació a la incursió de Jameson, un projecte fallit dirigit per familiars de Cecil Rhodes contra la República del Transvaal. L'operació dirigida per Leander Starr Jameson va incloure l'aixecament dels uitlanders, en gran part expatriats britànics, un aixecament que finalment no va tenir lloc. Philips va ser condemnat a mort durant el judici, però després de sis mesos de presó ell i els seus companys van ser alliberats pel president Paul Kruger i van ser multats amb 25.000 lliures i se'ls va prohibir anar al Transvaal.
Lionel Philips i la seva dona marxen a l'exili a Londres i s'instal·len a Grosvenor Square, mentre mantenen una casa de camp a Tylney Hall a Hampshire. Durant aquests anys passats a Londres, Florence Phillips va adquirir un gran interès per l'art i va comprar moltes obres d'artistes de l'època com William Orpen, William Rothenstein, Walter Sickert, Philip Wilson Steer, Camille Pissarro, Claude Monet i Alfred Sisley.
Durant una visita a Sud-àfrica el 1905, va recomanar a Rudolf Marloth que escrivís un llibre sobre la flora de Sud-àfrica, Flora of South Africa, un estudi botànic de referència, publicat el 6 volums entre 1913 i 1932.

### Retorn a Sud-àfrica

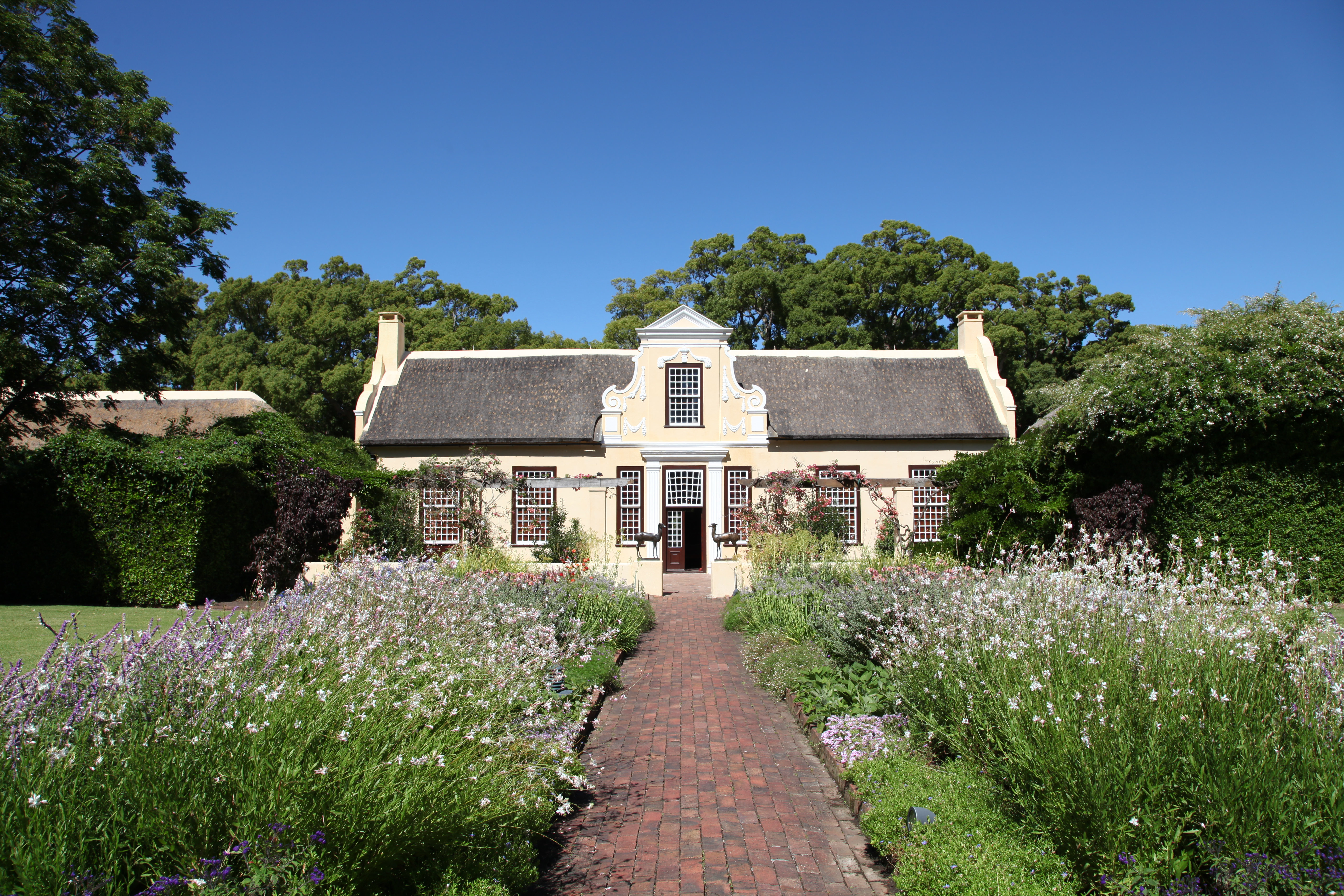
Philips va comprar la mansió i el celler de l'ex governador Willem Adriaan van der Stel a Vergelegen el 1917

Després del seu retorn final a Sud-àfrica, Florence Phillips es va traslladar a Johannesburg (cap al 1907 o el 1909), en un Transvaal, ara Colònia del Transvaal des del final de la Segona Guerra Bòer. Completa la seva col·lecció de pintures, amb l'objectiu final de crear una galeria d'art dedicada a l'art contemporani. Aquest projecte, després de moltes dificultats, es va concretar amb la fundació de la Johannesburg Art Gallery.
També té un paper protagonista en projectes destinats a preservar el patrimoni artístic local. També va convèncer un comerciant sud-africà, que va fer fortuna en diamants i es va convertir en un col·leccionista d'obres d'art, Max Michaelis, per donar la seva important col·lecció de pintures holandeses i flamenques XVII segle XVII a diferents institucions i per ajudar la Johannesburg Art Gallery. També lidera un moviment per preservar i restaurar la casa Koopmans-De Wet, una mansió d'estil neoclàssic construïda a la dècada de 1790 i situada a Ciutat del Cap. També és una àvida col·leccionista de mobles Afrikaner, tant per a casa seva com per a institucions públiques. Contribueix a la creació d'una Facultat d'Arquitectura a la Universitat del Witwatersrand.
Florence Philips va llançar el primer periòdic il·lustrat a Sud-àfrica, The State. El 1913 es publica el seu llibre Una amistosa Alemanya: per què no?. Lady Philips, el marit del qual va ser nomenat cavaller el 1912, advoca per les relacions amistoses entre Anglaterra i Alemanya. Ella creu que Gran Bretanya i Alemanya s'han d'unir contra els moviments d'autodeterminació asiàtics i africans que van sorgint gradualment dins dels seus respectius imperis colonials.
Florence i Lionel Phillips finalment es van traslladar a la granja Vergelegen, situada a prop de Somerset West el 1924. Aquí dediquen el seu temps lliure a fomentar la preservació del patrimoni nacional. També patrocinen i fomenten l'arribada d'immigrants a Sud-àfrica, en particular els immigrants britànics. Com altres membres de la comunitat emprenedora (Randlords), encarreguen retrats a uns quants artistes europeus. El saló de la casa pairal de la granja Vergelegen està així adornat per un retrat de Lady Phillips, jove, pintada per l'artista italià Giovanni Boldini. Un altre retrat, aquest cop realitzat pel pintor britànic William Nicholson, es pot veure a la sala de música.
Va morir el 1940, a la granja Vergelegen. Ella i el seu marit estan enterrats al cementiri de Brixton a Johannesburg. Van tenir dos fills i una filla.